# Арадос
Арадос је сиријско, а бивше грчко острво које се налази у Средоземном мору и тренутно је једино сиријско острво које је насељено.

## Географски положај
Град Арвад покрива површину целог острва. Смештено је 3 километра далеко од Тартуса који је друга највећа лука у Сирији. Данас је то углавном рибарски град. Доминантно становништво је исламске религије. Постоје планови развијени 2016. године за реновирање острва тако да постане туристичка атракција.

## Историја
Острво су населили Феничани почетком другог миленијума пре нове ере. Под њиховом контролом, постало је независно краљевство под именом Арвад, што би у преводу значило острво. Град је познат по томе што је један од првих примера републике у свету. Арвад и Арпад су рецимо нека од имена по којима се овај град може препознати у древим тектовима. 
Смештено је 50 километара далеко од Дамаска, главног града Сирије. Острво је 800 метара дугачко, 500 метара широко и опасано великим зидинама. Још у ранијим периодима, град се претворио у трговачки град као и већина Феничанских градова дуж ове обале. Острво је имало јаку морнарицу које се спомиње на споменицима Египта и Асирије. Тутмос III у 15. и Рамзес у 13. веку пре нове ере посећивали су острво.